# التدخل في مرحلة الطفولة المبكرة

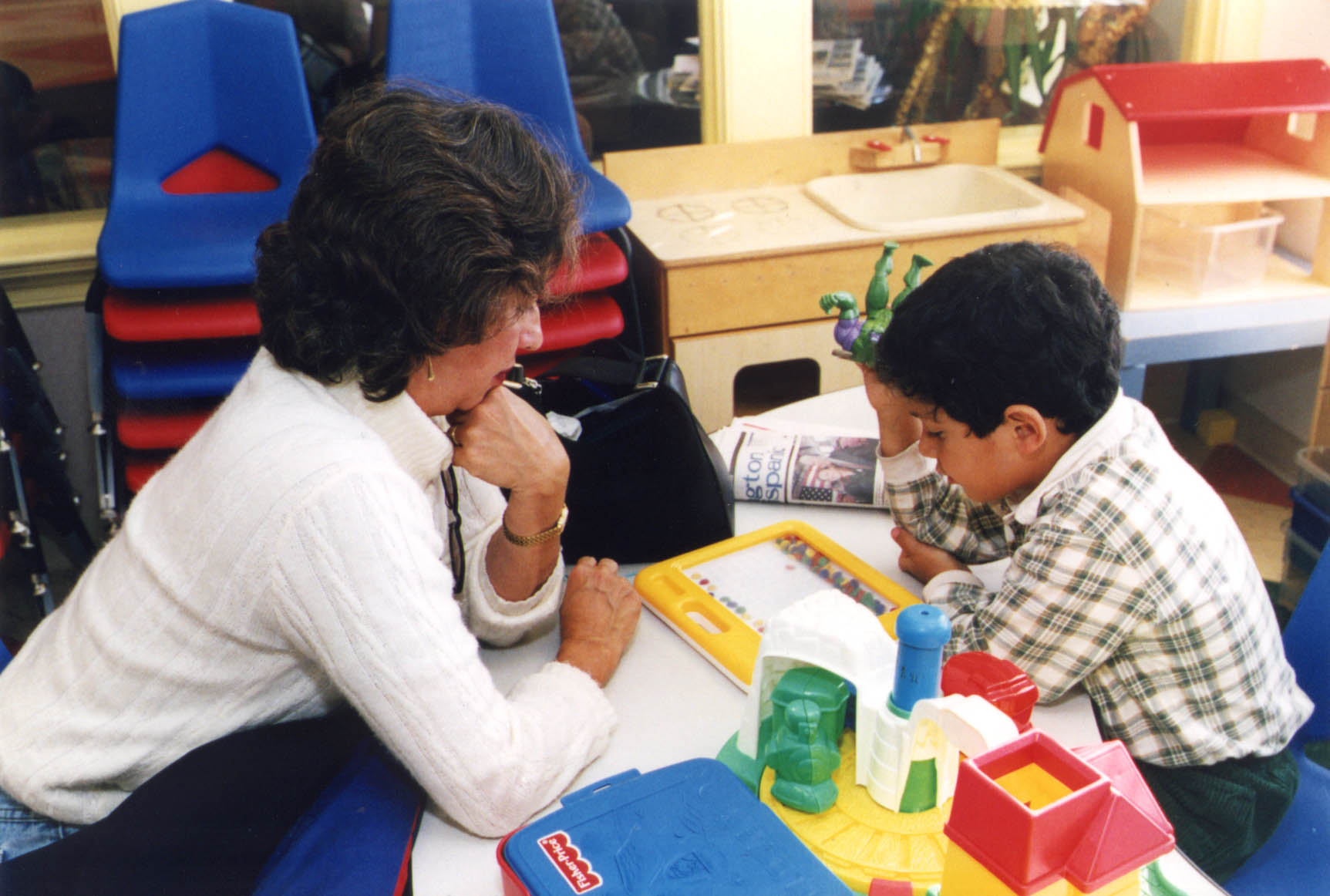
معلمة رياض أطفال أو تعليم خاص - مكتب الإحصاء الأمريكي

التدخل في مرحلة الطفولة المبكرة، هو عبارة عن نظام دعم أو مساعدة للأطفال ذوي الإعاقات أو من لديهم تأخر في النمو ولأسرهم. وتتمثل مهمة التدخل في مرحلة الطفولة المبكرة في ضمان أن الأسر التي لديها أطفال تتراوح أعمارهم من سن الولادة إلى ثلاث سنوات، وقد تم تشخيص وجود لديهم إعاقات أو تأخر في النمو أو معرضون لخطر حقيقي من حدوث تأخر كبير، تتلقى الموارد والدعم التي تساعدهم في تحقيق أقصى قدر من تنمية أطفالهم مع احترام تنوع العائلات والمجتمعات.

## تعريف
التدخل المبكر هو نظام للخدمات المنسقة والذي من شأنه أن يعزز من نمو وتطوير الطفل ويدعم الأسر خلال السنوات الأولى الحرجة. وفي الولايات المتحدة، فإن خدمات التدخل المبكر للأطفال المؤهلة وللعائلات مقررة فيدرالياً من خلال قانون أو وثيقة تعليم الأفراد ذوي الإعاقة. فابتداء من المشاركة ما بين الوالدين والمهنيين أو المختصين في هذه المرحلة المبكرة يساعد الطفل والأسرة والمجتمع بأسره.
خدمات التدخل المبكر التي تقدم ضمن سياق الأسرة يمكن أن:
- تحسين كلاً من المكاسب التنموية والاجتماعية والتعليمية.
- تقليل التكاليف المستقبلية المرتبطة بتوفير تعليم خاص والتأهيل واحتياجات الرعاية الصحية.
- التقليل من مشاعر العزلة والتوتر والإحباط التي قد تواجه الأسرة.
- المساعدة في تخفيف وتقليل السلوكيات عن طرق استخدام استراتيجيات السلوك الإيجابي والتدخلات.
- مساعدة الأطفال ذوي الإعاقة على النمو حتى يصبحوا عناصر منتجة وأفراد مستقلة.

الأطفال في المراحل الأولية المعرضون لخطر الإعاقة يتلقوا المساعدة، وقبل ذلك تتلقى أسرهم الدعم نحو تنمية أطفالهم، كلما مرت بهم الحياة.

## نبذة تاريخية
بدأت فكرة التدخل المبكر منذ أوائل الستينات وبدأت كنوع من الجوانب الوقائية طبيا وبدا أول مفهوم واضح لبرامج التدخل المبكر في عام 1986 في الولايات المتحدة الأمريكية، اما في البلدان العربية فان أول المراكز في المنطقة فكانت في الشارقة منذ العام 1992، وجاء التدخل في مرحلة الطفولة المبكرة كتطور طبيعي من التعليم الخاص للأطفال ذوي الإعاقة (جورالنيك، 1997). وقد بدأت العديد من خدمات دعم التدخل في مرحلة الطفولة المبكرة كوحدات للأبحاث في الجامعات (على سبيل المثال، جامعة سيراكيوز في الولايات المتحدة وجامعة ماكواري في أستراليا). في حين أن خدمات الدعم الأخرى قد تم وضعها من قبل منظمات تساعد الأطفال الأكبر سناً. 
وفي التسعينات، وضعت العديد من الولايات الأمريكية برنامجاً يمكن أن يوصي من خلاله طبيب الأطفال بفحص أو بفرز الأطفال الذين قد يحتاجوا إلى التدخل في مرحلة الطفولة المبكرة. وعادة ما يتم تقديم مثل تلك الخدمات مجاناً من خلال المنطقة التعليمية المحلية أو المقاطعة، على حسب الولاية.

### قانون أو وثيقة تحسين تعليم الأفراد ذوي الإعاقة (الجزء C)
برنامج الجزء C (في الأصل الجزء H) قد تم إقراره على مستوى الولاية، وهو عبارة عن نظام خدمات شامل متعدد التخصصات لتلبية احتياجات الرضع والأطفال الصغار الذين يعانون من تأخر في النمو أو تم تشخيص لديهم حالة جسدية أو عقلية مصحوبة بوجود احتمال كبير لحدوث إعاقة في نمو واحدة أو أكثر من المجالات التالية: النمو أو التطور المعرفي، النمو البدني، تطور اللغة والكلام، التنمية النفسية والاجتماعية، ومهارات المساعدة الذاتية. وبالإضافة إلى ذلك، يجوز للولايات أن تختار تحديد وخدمة الأطفال المعرضين للخطر. العوامل المستشهد بها بصورة عامة التي قد تضع رضيع أو طفل صغير في دائرة خطر تأخر النمو تشمل انخفاض الوزن عند الولادة، ضيق في التنفس كما لحديثي الولادة، نفص الأكسجين، نزيف في المخ، العدوى، والتعرض ما قبل الولادة للموم من خلال إساءة استعمال الأمهات للعقاقير والمواد المخدرة.
كل ولاية الآن تنفذ الجزء (C) بالكامل. وقد قدم التشريع الأصلي مرحلة مدتها خمس سنوات للولايات لتطوير نظامها الشامل لخدمة السكان المتضررين. وعلى الرغم من أن قانون أو وثيقة تحسين تعليم الأفراد ذوي الإعاقة لم يفرض مشاركة الولايات في الجزء (H/ C)، إلا أن الحوافز المالية القوية المقدمة من الحكومة الفيدرالية قد أدت إلى مشاركة كل ولاية. وقد تم تمديد المدة للولايات لخمس سنوات لأنها كافحت مع المطالب اللوجستية والمشتركة بين الوكالات والمالية من أجل تطوير نظام على مستوى الولاية. ولضمان وجود نهج منسق لتقديم الخدمات وتمويلها، تتطلب الأنظمة واللوائح الفيدرالية للجزء (C) أن تضع الولايات اتفاقيات بين الوكالات التي تحدد المسئولية المالية لكل وكالة وإدراج مجلس للولاية للتنسيق ما بين الوكالات لمساعدة الولاية الرئيسية في تنفيذ النظام على مستوى الولاية. وتحظر اللوائح أيضا استبدال الأموال وتخفيض المنافع بمجرد تنفيذ الخطة في كل ولاية (وزارة التعليم الأمريكية، 1993). وحيث أن الولايات والأقاليم الفيدرالية (على سبيل المثال، غوام، بورتوريكو، وجزر فيرجين) قد بدأت التخطيط لتنفيذ P.L. 99-457 وفي وقت لاحق قانون أو وثيقة تحسين تعليم الأفراد ذوي الإعاقة، كان التزامها الأول هو تعيين وكالة من شأنها أن توفر القيادة في تخطيط وإدارة النظام الشامل للولاية. وفي عام 1989، كان ل (22) ولاية أو إقليم وزارة التعليم بوصفها الولاية الرائدة، وكان ل (11) آخرون وزارة الصحة، ول (9) وزارة الخدمات الإنسانية، بينما كان للولايات المتبيقية وزارات إو إدارات مجتمعة أو إدارات الصحة العقلية أو الإعاقات التنموية (تروهانيس، 1989).

## تلاقي (مقابلة) المراحل الرئيسية لتطور الطفل
كل طفل ينمو ويتطور بشكل فريد من نوعه بمعدله أو معدلها الخاص. معظم الفروقات الوقتية بين الأطفال من نفس العمر تعتبر لا شئ يدعو للقلق. ولكن لكل طفل من بين عشرة، قد تكون تلك الاختلافات ذات صلة بتأخر في النمو. وكلما أسرعنا في تحديد تلك التأخرات، كلما أصبح من الأسرع للطفل بأن يكون قادرا على اللحاق بأقرنائه.

### المعالم الرئيسية لسن الولادة إلى ثلاث سنوات
في عمر شهر واحد، يستطيع معظم الأطفال:
- رفع رؤوسهم قليلا عند الاستلقاء على بطونهم
- مشاهدة الأجسام لفترة وجيزة
- ينسحبوا بعيدا عن البطانية على وجوههم.

في عمر ثلاثة شهور، يستطيع معظم الأطفال:
- رفع رؤوسهم وصدورهم عند الاستلقاء على بطونهم
- إصدار أصوات هديل
- اتباع شخص متحرك بعيونهم
- الابتسام لشخص ما

في عمر ستة أشهر، يستطيع معظم الأطفال:
- الجلوس مع دعم طفيف
- الالتفاف من ظهورهم إلى بطونهم
- الرد على أسمائهم بالنظر.

في عمر (12) شهر، يستطيع معظم الأطفال:
- سحب أنفسهم للوقوف واتخاذ خطوات بانعقاد الأيدي
- يتبعوا بعيونهم الاتجاه الذي نشير إليه
- بدء لعبة النظرة الخاطفة والصوت «بوو»، تقليد التصفيق بالإيدي، الإشارة ليريك شيئا
- قول اثنين أو ثلاث كلمات بصورة منتظمة
- الجلوس عند مطالبته بذلك

في عمر (18) شهر، يستطيع معظم الأطفال:
- المشي إلى الخلف
- النزول على الدرج ممسكين بيد شخص بالغ
- استخدام الكلمات والإيماءات (مثل أخذك بيده) لتلبية احتياجاته
- أداء لعبة تظاهر بسيطة مثل التحدث في الهاتف، وإطعام الحيوانات المحشوة.

في عمر (24) شهر، يستطيع معظم الأطفال:
- ركل كرة كبيرة
- وصف إصابة أو مرض لشخص بالغ (صدم رأسي)
- إظهار الاهتمام بالأطفال الآخرين من خلال منحهم لعبة أو الأخذ بيدهم

في عمر (32) شهر، يستطيع معظم الأطفال:
- الادعاء بكونه حيوان أو شخصية مفضلة
- التحدث عن الماضي/ والمستقبل
- جواب الأسئلة التي تبدأ ب «ماذا»، و «أين» و «من» بسهولة
- تقليد رسم خط أفقي بعد إظهاره له
- الإمساك بقلم تلوين باستخدام ثلاث أصابع.[4]

## خدمات التدخل المبكر
فيما يلي قائمة بما يمكن أن يوفره التدخل المبكر:
- خدمات وأجهزة تكنولوجيا مساعدة- المعدات والخدمات التي يتم استخدامها لتحسين أو الحفاظ على قدرات الطفل في المشاركة في أنشطة مثل اللعب والتواصل والأكل أو التحرك.
- السمع- تحديد وتوفير الخدمات للأطفال فاقدي السمع والوقاية من فقدان حاسة السمع.
- تدريب الأسرة- الخدمات المقدمة من قبل موظفين مؤهلين لمساعدة الأسرة في فهم الاحتياجات الخاصة للطفل وتعزيز نمو الطفل.
- الخدمات الطبية- فقط لأغراض التشخيص أو التقييم.
- خدمات التمريض- تقييم الحالة الصحية للطفل بغرض تقديم الرعاية التمريضية، وتوفير الرعاية التمريضية لمنع المشاكل الصحية، واستعادة وتحسين أدائها، وتعزيز الصحة المثلى والنمو. وهذا قد يتضمن تقديم الأدوية والعلاجات وغيرها من الإجراءات التي يحددها الطبيب المعتمد.
- خدمات التغذية- الخدمات التي تساعد على تلبية الاحتياجات الغذائية للأطفال والتي تتضمن تحديد مهارات التغذية ومشاكل التغذية والعادات الغذائية وأفضلياتهم الغذائية.
- العلاج الوظيفي - الخدمات التي تتعلق بمهارات المساعدة الذاتية، والسلوك التكيفي واللعب والحسية والحركية والتطور الوضعي.
- العلاج الطبيعي- الخدمات التي تمنع أو تقلل من صعوبات الحركة والمشاكل الوظيفية ذات الصلة.
- الخدمات النفسية- إدارة وتفسير الاختبارات النفسية والمعلومات حول سلوك الطفل والظروف الأسرية المتعلقة بالتعلم والصحة العقلية والتطور وكذلك خدمات التنظيم بما في ذلك تقديم المشورة والتشاور وتدريب الوالدين وبرامج التعليم.
- تنسيق الخدمات- شخص يعمل في شراكة مع الأسرة من خلال توفير المساعدات والخدمات التي تساعد الأسرة على التنسيق والحصول على حقوقهم في إطار برنامج التدخل المبكر والخدمات المتفق عليها في IFSP.
- خدمات العمل الاجتماعي- إعداد تقييم لنقاط القوة الاجتماعية والعاطفية واحتياجات الطفل والأسرة، وتقديم الخدمات الفردية أو الجماعية من قبيل المشورة أو تدريب الأسرة.
- التعليمات الخاصة- تشمل تصميم بيئات التعلم والأنشطة التي تعزز نمو الطفل، وتزويد العائلات بالمعلومات والمهارات والدعم لتعزيز وتحفيز نمو الطفل.
- تقويم النطق واللغة- خدمات للأطفال ذوي التأخر في مهارات التواصل أو المهارات الحركية مثل ضعف العضلات حول الفم أو البلع.
- خدمات الرؤية- التعرف على الأطفال الذين يعانون من اضطرابات بصرية أو تأخر وتقديم الخدمات والتدريب لهؤلاء الأطفال.[2]

## توفير التدخل في مرحلة الطفولة المبكرة
وضع روبن مكويليام (2003، 2010 ) نموذجاً يركز على خمسة عناصر: فهم البيئة الأسرية من خلال الخرائط البيئية، تقييم الاحتياجات الوظيفية من خلال مقابلة قائمة على الإجراءات، تقديم الخدمات متعددة التخصصات من خلال استخدام موفر الخدمة الأساسية، الزيارات المنزلية القائمة على الدعم عن طريق التشاور مع الوالدين، والتشاور التعاوني لرعاية الأطفال من خلال التدخل الفردي ضمن الإجراءات. «هذه الخدمات هي التي يتعين توفيرها في الإعداد الطبيعي للطفل، ويفضا على المستوى المحلي، مع اتباع نهج المنحى الأسري والفريق متعدد الأبعاد».
ويمكن توفير التدخل في مرحلة الطفولة المبكرة ضمن برنامج يستند إلى المركز (مثل Early Head Start في الولايات المتحدة)، وبرنامج يستند إلى المنزل (مثل بورتاج في بريطانيا)، أو برنامج مختلط (مثل Lifestart (أسرة محورها التدخل في مرحلة الطفولة المبكرة ومدرسة لخدمة الأطفال ذوي العاهات الخلقية أو التوحد) في أستراليا). ويتم تمويل بعض البرامج كلياً من قِبل الحكومة، والبعض الآخر يكون خيري أو مقابل دفع رسوم، أو مزيج من ذلك.
يتكون فريق التدخل في مرحلة الطفولة المبكرة عموما من معلمين ذو تدريب تعليمي خاص، وعلماء أمراض لتقويم النطق واللغة، وأخصائيي علاج طبيعي، ومعالجيين وظيفيين، وغيرهم من موظفي الدعم مثل المعالجيين الموسيقيين، ومساعدي المعلمين، ومستشارين. ومن السمات الرئيسية للتدخل في مرحلة الطفولة المبكرة هو النموذج متعدد التخصصات والذي يناقش فيه الموظفون ويعملوا على أهداف حتى عندما يكونوا خارج تخصصهم: «في الفريق متعدد التخصصات، فإن الأدوار ليست ثابتة. ويتم اتخاذ القرارات من قبل المتخصصين المتعاونين في مرحلة ابتدائية. والحدود بين التخصصات تكون غير واضحة عمداً لتوظيف أو إعمال (المرونة الانتقائية المستهدفة)» (باجليانو، 1999).
ويتم اختيار الأهداف من قبل الأسر من خلال خطة خدمية للأسرة سنوية أو نصف سنوية، والتي تنتج من لقاء الأسر والموظفين وتحدثهم معا حول المخاوف والاهتمامات الحالية فضلا عن الاحتفال بالإنجازات.

## الانتقادات
ظهور ادعاءات انتقاد التدخل في مرحلة الطفولة المبكرة يختلف في التفاصيل لكل فرد، اعتمادا على الأوقاف الوراثية والظروف البيئية. ولكن هناك شئ واحد مشترك للجميع: هذه العملية، من أجل الاستفادة الكاملة من إمكانيات الأنواع، يجب أن تكون نضوج طبيعي، ولم يتم التدخل فيها أو اختراقها من قبل الدخلاء الخرقاء. ومن ثم، أورد نقد التدخل في مرحلة الطفولة المبكرة أنه لا يجوز لأي أحد بأن يدفع الأطفال الأصحاء لتعلم أي مهارة أو تخصص أكاديمي قبل أن يختاروا أن يفعلوا ذلك بمحض إرادتهم.

## وصلات خارجية
- "Early Childhood Intervention project". مؤرشف من الأصل في 2017-07-03. اطلع عليه بتاريخ 2006-06-15. {{استشهاد ويب}}: النص "http://www.european-agency.org European Agency for Development in Special Needs Education" تم تجاهله (مساعدة).
- Help for Babies (0 to 3) Early Intervention Information from NICHCY
- Early Childhood Intervention Association of Australia. Retrieved 2006-06-15.
- Lifestart Early Childhood Intervention, Australia. Retrieved 2006-06-15.
- Early Intervention Program for NYC . Retrieved 2008-06-16
- Early intervention and Special needs education in Sydney Australia Retrieved 2010-05-20
- Bright Tots
- New Jersey Early Intervention System
- Centre for Mental Health is researching how to improve the implementation and delivery of evidence-based early intervention programmes